# Ігілік (Маркакольський район)
Ігілі́к (каз. Игілік) — село у складі Маркакольського району Східноказахстанської області Казахстану. Входить до складу Буранівського сільського округу.
Населення — 215 осіб (2021; 247 у 2009, 313 у 1999, 408 у 1989).
Національний склад станом на 1989 рік:
- казахи — 100 %

Станом на 1989 рік село називалося Приіртиш'є.